# Philippe Morel
Pour les articles homonymes, voir Morel et Philippe Morel (homonymie).
Philippe Morel, né à Annecy le 27 novembre 1940 et mort à Metz-Tessy le 22 juin 2010, est un amiral français et président de l'association des familles des Compagnons de la Libération. Il est le fils du résistant Tom Morel (1915-1944), chef du maquis des Glières. Il est devenu amiral, préfet maritime de la Méditerranée.

## Biographie
Issu d'une très ancienne famille de la bourgeoisie lyonnaise, la famille Morel répertoriée dès 1274 en "Franc-Lyonnois", active ultérieurement dans le commerce de la soie, ayant comme branche familiale parente la famille Morel-Journel, Philippe Morel est le deuxième des trois fils de Tom Morel et Marie-Germaine Lamy, tous deux résistants. Son frère ainé, Robert (1939-1961), lieutenant d'infanterie meurt accidentellement d'un tir d'arme à feu en Algérie à 22 ans (déclaré « mort pour la France ») tandis que son frère benjamin, François (1941-1944) meurt en bas âge.
Philippe Morel sort de l'école navale en 1960. Au cours de sa carrière, il obtient quatre commandements à la mer — deux sous-marins dont le Morse (S 638) de la classe Narval et deux bâtiments de surface dont la frégate Duquesne — puis est nommé préfet maritime adjoint de la 2e région maritime à Brest puis commandant du groupe d'action sous-marine de Brest. Il termine sa carrière comme préfet maritime pour la Méditerranée.
Il est le président de l'Association des familles des compagnons de la Libération et vice-président de l'association des Glières.
L'amiral Morel prend ensuite sa retraite à Crémieu, dans le nord de l'Isère ou sa famille paternelle possède le manoir et domaine de "La Monnaie" ; il va y vivre les dix dernières années de sa vie. Il meurt subitement en juin 2010, à 69 ans, laissant sept enfants et trente quatre petits-enfants. Il est inhumé à Annecy.

## Décorations
- Officier de la Légion d'honneur[2]
- Commandeur de l'ordre national du Mérite
- Croix de la Valeur militaire
- Médaille d'Outre-Mer